# Stephen Marcus
Stephen Marcus (* 18. Juni 1962 als Stephen Mark Scott in Portsmouth, Hampshire, England) ist ein britischer Schauspieler, am bekanntesten durch seine Darstellung von Nick, dem Griechen im Guy-Ritchie-Film Bube, Dame, König, grAS.

## Schauspielkarriere
Marcus hatte bis 1984 drei Jahre an der Arts Educational School in London studiert. Er verbrachte die ersten sechs Monate als Schauspieler damit, dass er mit dem Stück Robin Hood & The Tree Trick durch die Londoner Parks tourte. Kurz danach bekam er seine erste Filmrolle als Moose in dem Kultfilm Mein wunderbarer Waschsalon von Stephen Frears.
Nach einigen Jahren als Schauspieler an Theatern, in Werbespots und Nebenrollen in Fernsehproduktionen bekam Marcus die Rolle des Dave für drei Folgen der Comedy-Fernsehserie Hallo Mädels!.
Nach einem Jahr als Darsteller in Werbespots wurde er mit dem Regisseur Peter Chelsom bekannt. Chelsom besetzte ihn direkt für Hear My Song, gemeinsam mit Ned Beatty. Danach bekam er Rollen beim britischen Fernsehen, in Sendungen wie The Hot Dog Wars, Polizeiarzt Dangerfield, Kavanagh QC und Our Friends in the North.
Währenddessen schritt Marcus Schauspielkarriere voran, mit Rollen wie in Mein Liebling, der Tyrann, gemeinsam mit Timothy Dalton, in Killer Tongue und Wie kommt man schnell ans große Geld?.
1996 arrangierte Marcus’s Agent ein Treffen mit dem damals noch unbedeutenden Regisseur Guy Ritchie, der Marcus die Rolle von Nick, dem Griechen in der Low-Budget-Produktion Bube, Dame, König, grAS anbot. Drei Jahre später war der Film veröffentlicht und wurde ein großer Erfolg. Bube, Dame, König, grAS führte zu weiteren Filmrollen, darunter eine kleine Rolle in Alan Parkers Die Asche meiner Mutter nach dem biografischen Roman von Frank McCourt; er spielte Bouchon in Quills – Macht der Besessenheit, an der Seite von Kate Winslet, Michael Caine, Joaquin Phoenix und Geoffrey Rush, er spielte einen Taxifahrer in Iris gemeinsam mit Judi Dench und auch in Stage Beauty mit Claire Danes; und er bekam auch die Rolle des Ted Ray in Das größte Spiel seines Lebens, unter der Regie von Bill Paxton.
Neben seiner erfolgreichen Kinokarriere besetzte er auch verschiedene Rollen in amerikanischen, kanadischen und britischen Fernsehserien. In Starhunter gab er den Rudolpho De Luna, er spielte in der BBC-Serie Cavegirl und auch in den Adaptionen von Terry Pratchetts Schweinsgalopp und The Color of Magic – Die Reise des Zauberers. Außerdem spielte er in zwei Episoden der Fernsehserie Casualty, ebenso hatte er eine Rolle in der Fernsehserie Kingdom neben Stephen Fry und er spielte den Matthew Welby in der zehnteiligen Fernsehreihe Lark Rise to Candleford nach Flora Thompsons Trilogie. Außerdem spielte er in den Filmen Speed Racer und Ninja Assassin.

## Filmografie (Auswahl)
- 1985: Mein wunderbarer Waschsalon (My Beautiful Laundrette)
- 1989–1991: Hallo Mädels! (Birds of a Feather, Fernsehserie, 3 Folgen)
- 1990: Arrivederci Millwall
- 1991: Hear My Song
- 1991: Van der Valk (Fernsehserie, 1 Folge)
- 1993: Red Dwarf (Fernsehserie, eine Folge)
- 1993: Paul Merton (Fernsehserie, eine Folge)
- 1995: Wie kommt man schnell ans große Geld? (Savage Hearts)
- 1995: Inspektor Fowler – Härter als die Polizei erlaubt (The Thin Blue Line; Fernsehserie, 1 Folge)
- 1996: Our Friends in the North (Miniserie, eine Folge)
- 1996: Killer Tongue (La lengua asesina)
- 1997: Mein Liebling, der Tyrann (The Beautician and the Beast)
- 1997: The Black Velvet Band
- 1998: Bube, Dame, König, grAS (Lock, Stock and Two Smoking Barrels)
- 1998: Polizeiarzt Dangerfield (Dangerfield, Fernsehserie, eine Folge)
- 1999: Die Asche meiner Mutter (Angela’s Ashes)
- 2000: Quills – Macht der Besessenheit (Quills)
- 2000: Sorted
- 2000–2004: Starhunter (Fernsehserie, 44 Folgen)
- 2001: Iris
- 2001: Love Affairs – Nimm am besten was Du kriegst (Londinium)
- 2001: Redemption Road (auch Drehbuch)
- 2002: Cavegirl (Fernsehserie)
- 2003: Don’t Look Back (auch Drehbuch)
- 2004: Stage Beauty
- 2004: The Baby Juice Express
- 2005: Das größte Spiel seines Lebens (The Greatest Game Ever Played)
- 2005: Kinky Boots – Man(n) trägt Stiefel (Kinky Boots)
- 2006: Without a Trace – Spurlos verschwunden (Without a Trace, Fernsehserie, eine Folge)
- 2006: Hogfather – Schaurige Weihnachten (Terry Pratchett’s Hogfather, Fernsehfilm)
- 2006: Casualty (Fernsehserie, 2 Folgen)
- 2007: Doctor Who (Fernsehserie, eine Folge)
- 2007: Kingdom (Fernsehserie, 3 Folgen)
- 2008: Speed Racer
- 2008: The Color of Magic – Die Reise des Zauberers (The Color of Magic)
- 2008: Lark Rise to Candleford (Fernsehserie, 10 Folgen)
- 2008: Klein Dorrit (Little Dorrit, Miniserie, 2 Folgen)
- 2008: Sunshine (Miniserie, 2 Folgen)
- 2009: Ninja Assassin
- 2011: Inspector Barnaby (Midsomer Murders, Fernsehreihe, Folge Das Biest muss Sterben)
- 2012: Interview with a Hitman
- 2012: The Comic Strip Presents... (Fernsehserie, eine Folge)
- 2013: Two Day`s in the Smoke
- 2013: Fast & Furious 6
- 2013: Getting back to Zero
- 2013: Holby City (Fernsehserie, eine Folge)
- 2013: It’s a Lot
- 2013: AB Negative
- 2014: The Smoke
- 2015: EastEnders (Fernsehserie, 3 Folgen)
- 2016: Gridiron UK
- 2016: Eliminators
- 2020: The Big Ugly